# Annie Hallová
Annie Hall je americký film režiséra Woody Allena z roku 1977. Scénář k filmu napsal Marshall Brickman. Tato romantická komedie se měla původně jmenovat Anhedonia, ale nakonec byl tento název uznán jako nepříliš atraktivní z marketingového hlediska. Hlavní hrdina snímku, Alvy Singer, bývá často přirovnáván k Woody Allenovi, díky řadě biografických prvků (jednu z hlavních rolí ztvárnila Diane Keatonová, která byla v době natáčení Allenovou skutečnou partnerkou), ale sám Allen jakoukoliv podobnost s vlastním životem popírá. Děj filmu se odehrává v New Yorku a Los Angeles.

## Ocenění
Snímek získal celkem čtyři ceny Akademie filmového umění a věd, nominován byl v pěti kategoriích:
- Nejlepší ženský výkon v hlavní roli – Diane Keatonová
- Nejlepší režie – Woody Allen
- Nejlepší scénář – Marshall Brickman
- Nejlepší film
- Nejlepší herec v hlavní roli – Woody Allen (pouze nominace)